# Робін Шернберг
Ро́бін Джеймс О́лоф Ше́рнберг (швед. Robin James Olof Stjernberg; нар. 22 лютого 1991 року, Геслегольм, Швеція) — шведський співак. Представляв Швецію на Євробаченні 2013 з піснею «You» (у фіналі посів 14-те місце).